# ドアカット
ドアカット（和製英語: door + cut）は、鉄道駅においての停車時に、列車の一部のドアを開けず、限られた車両またはドアからのみ乗降させる措置のこと。ドア非扱い・扉非扱いともいう。JR部内では一般的に、ドア締切扱いと呼んでいる。

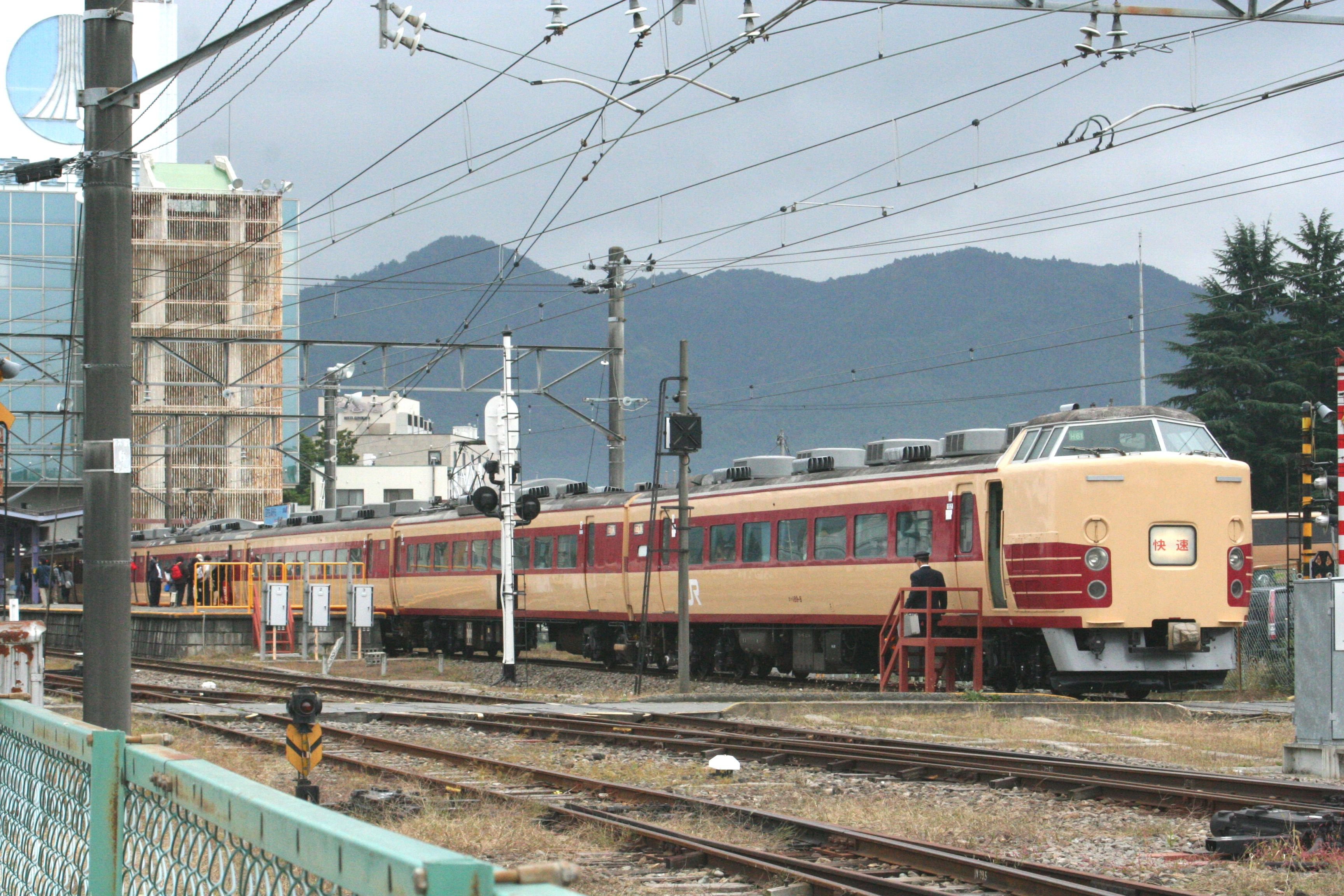
プラットホームからはみ出した車両のドアを開けない例（183系・富士急行富士吉田駅（現・富士山麓電気鉄道富士山駅））
※写真は2010年当時。その後は富士山駅ホーム改修により解消済み。

## 概要
ドアカットは大きく分けて、
1. 駅のプラットホームが列車より短い

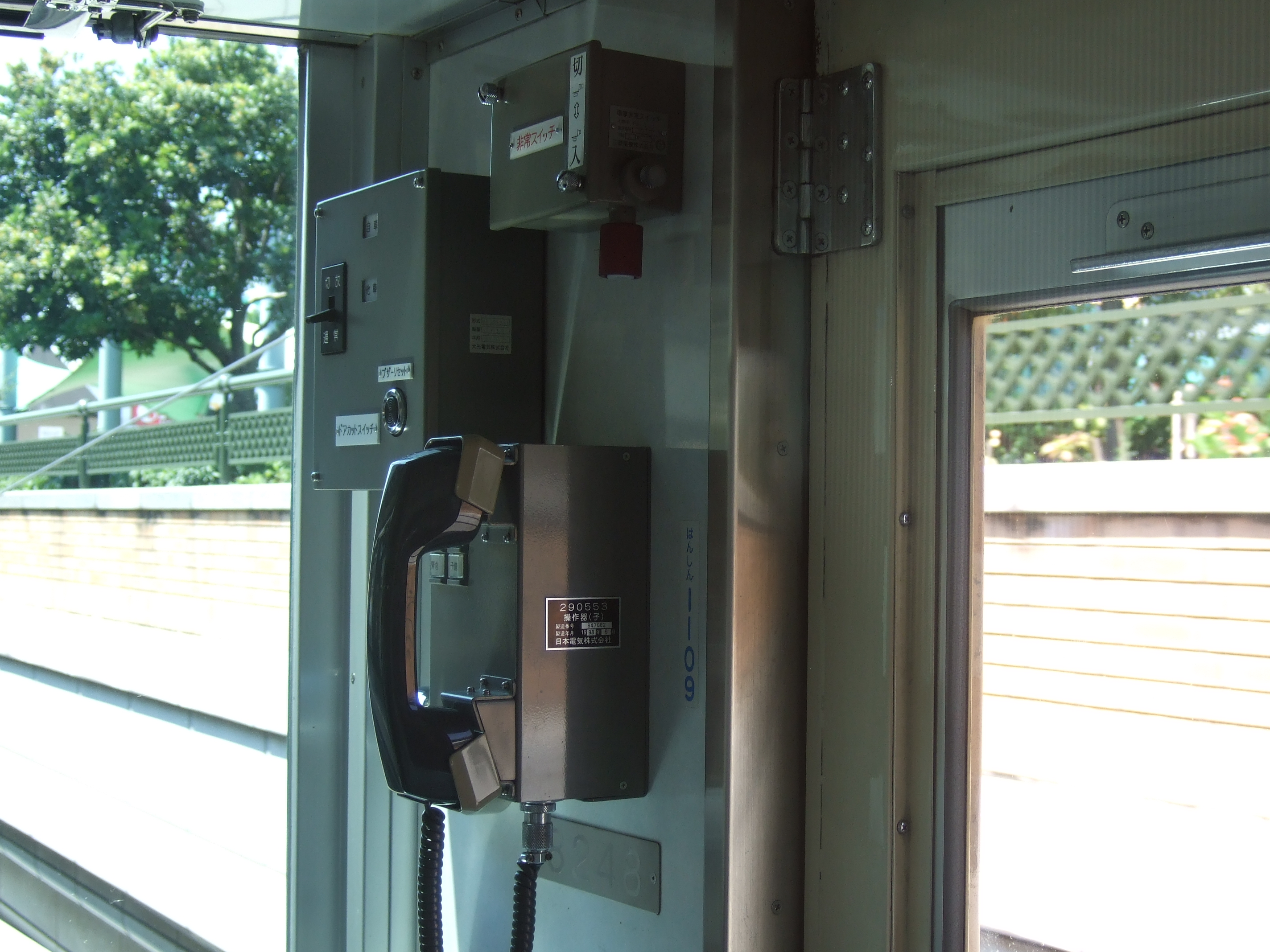
ドアカットスイッチ（一番奥）。阪神8000系電車（8248）

2. 車両とプラットホームの隙間が広くて乗降が困難
3. ワンマン運転
4. 車内温度の保持
5. 特急やホームライナー乗車時の検札
6. 優等列車運用のため
7. ホームドアに干渉する為

といった理由によって実施されている。
なお、編成中のすべてのドアにボタンで開閉操作ができる半自動ドアを使用している場合には「ドアカット」とは呼ばない（半自動ドアについては、後述のワンマン運転のためのドアカットにて開閉できるドアに半自動ドアを設定している事例がある）。
| 通常の例 |
| ドアカットの例                                                                                                |
| 上 - 通常の事例。ドアをすべて開ける。 下 - ドアカットの事例。プラットホームからはみ出た車両はドアを開けない。 |

## 駅ホーム長を理由としたドアカット実施駅

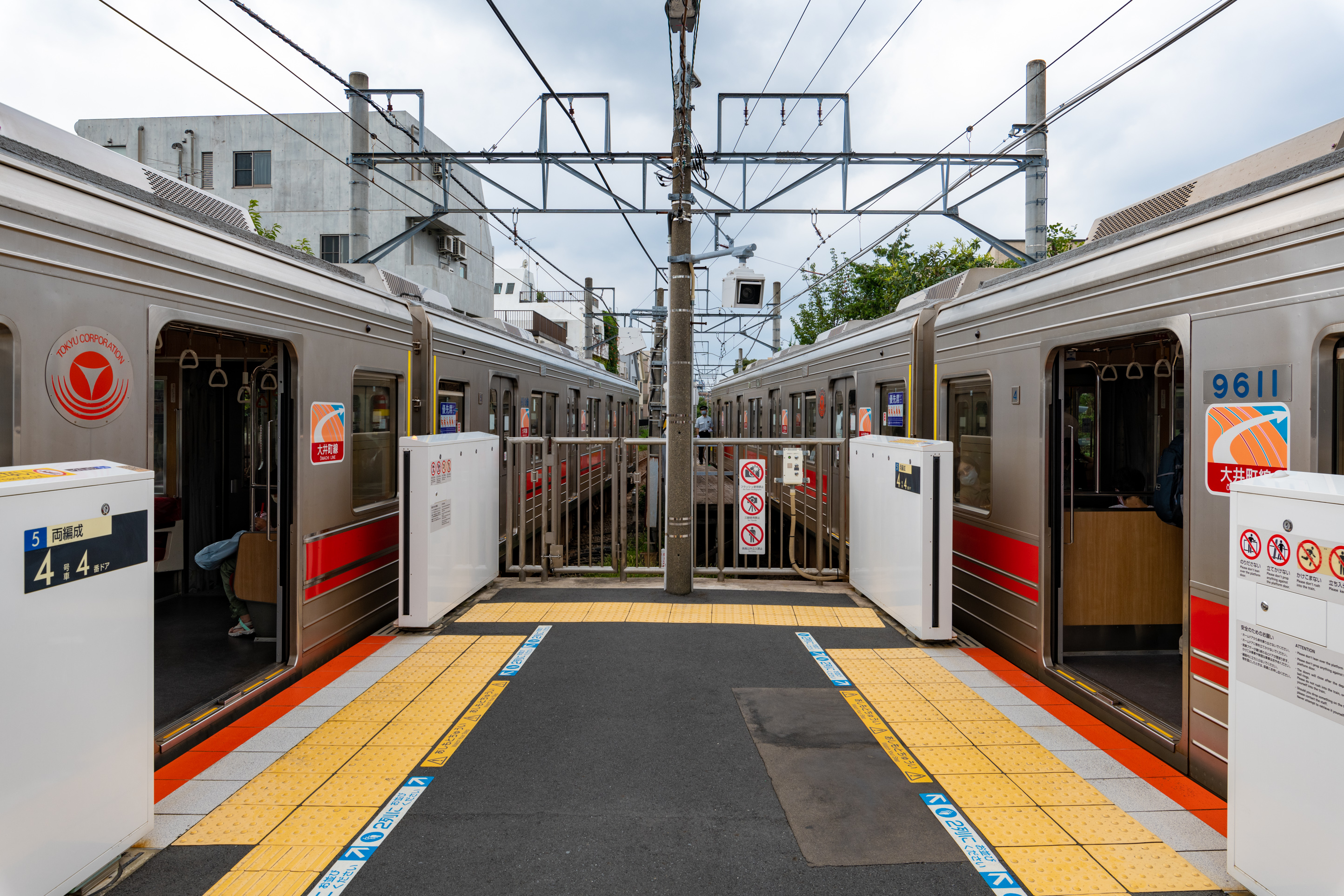
東急大井町線九品仏駅。奥の木造ホームは車掌の安全確認用。

JR北海道
天塩中川駅・豊富駅（宗谷本線）
プラットホーム有効長が天塩中川駅は5両、豊富駅は4両分しかないため、特急列車が多客期などの増結で有効長を超える編成になった場合、先頭車両を停止位置に合わせ、進行方向後方の車両のうち超えた分をドアカットする。なお当駅に停車する特急「宗谷」・「サロベツ」は増結を行わない場合、4両編成であるため通常はドアカットは行わない。
トマム駅（石勝線）
特急「おおぞら」が10両編成で運転された場合、先頭車両を停止位置に合わせ、釧路方1両をドアカットする。
倶知安駅（函館本線）
北海道新幹線開業工事に伴い仮ホームに切り替え時に4両編成分になったため臨時特急は後ろ1両がドアカットになる。
黒松内駅（函館本線）
プラットホームが4両編成分しか無いため臨時特急は後ろ1両がドアカットになる。
JR東日本
柴橋駅（左沢線）
プラットホーム有効長が2両分しかないため、4・6両編成の列車は先頭車両を停止位置に合わせ、後方車両をドアカットする。
信濃浅野駅・立ケ花駅・上今井駅・替佐駅・蓮駅（飯山線）
プラットホーム有効長が3両分しかないため、4両編成の列車は先頭車両を停車位置に合わせ、後方車両をドアカットする。
本名駅・会津越川駅・会津横田駅・会津大塩駅・会津塩沢駅・会津蒲生駅（只見線）
プラットホーム有効長が1両分（18メートル強）しかないため、2両編成以上の列車は先頭車両を停止位置に合わせ、後方車両をドアカットする。
田浦駅（横須賀線）
プラットホーム有効長が10両弱しかないため、停車する11両編成の電車は先頭車両をトンネル内にある停止位置に合わせ、先頭車両全てのドアと2両目の進行方向一番前の合計5か所のドアをドアカットする。113系までの3扉車は配線用遮断器のスイッチカットで先頭1両のみのドアカットを行い、4扉のE217系には「田浦スイッチ」と呼ばれる専用のドアカットスイッチを操作してドアカットを実施、E235系ではINTEROSの列車位置情報から自動でドアカットを行うようになっている（INTEROSの装置不具合に備えて「田浦スイッチ」も設置されている）。
下郡駅・俵田駅・平山駅・上総亀山駅（久留里線）
プラットホーム有効長が平山駅は3両分、そのほかは2両分しかないため、多客期などの増結で有効長2両を超える編成になった場合、先頭車両を停止位置に合わせ、進行方向後方の車両のうち2両を超えた分をドアカットする。
稲尾駅（大糸線）
プラットホーム有効長が3両分しかないため、4両編成となった場合南小谷よりの1両をドアカットする。
福島交通
飯坂線の全駅
福島交通ではATSの導入に伴い、3両編成で運転する場合は福島寄りの2箇所、または飯坂温泉寄りの1箇所のドアが常時締切となる。2両編成の場合はドアカットを行わない。
東武鉄道
浅草駅（伊勢崎線（東武スカイツリーライン））
1番線は8両編成まで停車可能だが、プラットホームが狭く急カーブになっており電車の隙間が広く危険な箇所があるため、北千住寄り40mにわたって固定柵が設置されている。このため、8両編成の場合は北千住寄り2両をドアカットする。以前は自動扉締切装置が2連のみに取り付けられていたため、8両編成は北千住寄りに2連をつないだ編成に組成が限定されていたが、現在は4連の一部・6連・8連にもそれぞれ取り付けられたため、運用の制約が少なくなった。2番線は6両編成まで停車可能だが、1番線と同様にプラットホームが狭く危険な箇所があるため、2011年9月29日より6両編成の場合は北千住寄り2両をドアカットしている。
東急電鉄
九品仏駅（大井町線）
プラットホーム有効長が4両分しかないため、5両編成の各駅停車は溝の口寄り1両をドアカットする（7両編成の急行は停車しない）。同駅のホームドアも有効長に合わせた4両分のみ設置されている。大井町線の各駅停車用の車両には、九品仏で使用する自動扉非扱いスイッチ盤を備えている。大井町線の各駅停車は全列車5両編成のため、このようにドアカットが無条件で終日・全列車に行われる例は珍しい。
江ノ島電鉄
腰越駅（江ノ島電鉄線）
プラットホーム有効長が40メートルほどしかないため、4両編成では鎌倉寄り1両（鎌倉行きは1両目、藤沢行きは4両目）をドアカットする。江ノ島電鉄のドアカットの操作は、前駅（江ノ島駅または鎌倉高校前駅）出発時に車掌によるスイッチ操作のほか、車両が腰越停車を車上子と地上子により判別し、自動的にドアカットの投入および解除を行えるように、二重の安全対策が施されている。
小湊鉄道
上総川間駅 - 上総中野駅間各駅（養老渓谷駅を除く）（小湊鉄道線）
プラットホーム有効長が2両分しかないため、多客期などの増結で2両を超える編成になった場合、先頭車両を停止位置に合わせ、進行方向後方の車両のうち2両を超えた分をドアカットする。また、それとは別に飯給駅ではキハ40系2両で運転の場合、車両長とドア位置の関係で進行方向後方の車両の後方ドアがホームにかからないため2両目をドアカットする。
富士山麓電気鉄道
禾生駅（富士急行線）
プラットホーム有効長が3両分しかないため、E233系4両編成では後部1両をドアカットする。
富山地方鉄道
東三日市駅・浦山駅（本線）
プラットホーム有効長は3両分あるものの、16010形および20020形が3両編成で運転した場合のみ扉が両形式とも車端部にあり、最後部車両の乗務員室脇の扉がプラットホームに掛からないため、その扉のみドアカットする。
伊豆急行
今井浜海岸駅（伊豆急行線）
トンネルに挟まれているためにプラットホーム有効長が7両分しかなく、3000系を2編成併結した8両編成の普通列車は先頭車両を停止位置に合わせ、プラットホームに掛からない1両分をドアカットしている。3000系導入以前も日常的に行われていた時期があったが、「踊り子」の臨時停車がなくなり、普通列車も2100系のロイヤルボックスが普通列車運用で併結されなくなったことで最大7両編成となったために一時的に解消していた。
名古屋鉄道（名鉄）
名鉄ではドアカットを「締切」と呼称する。名鉄には先頭車同士の連結部分を通り抜けられる編成が2000系を除いて存在しないため、後部2両に2両固定編成が連結されている場合、締切実施駅で該当車両に乗車していた時に物理的に降車できない事態も起きる。なお、名鉄では信号設備の関係上、前方車両のみの締切は現在では実施していない。ダイヤ改正の度にドアカットする回数や駅数は減少している。
国府駅（名古屋本線、豊川線）
平日朝下り1本（83レ）のみ。当該列車は当駅から前に2両増結して8両となるが、増結を行う5・6番線のプラットホーム有効長は6両であり、後部2両（特別車）をドアカットする。
西枇杷島駅（名古屋本線）
プラットホーム有効長が4両分しかないため、6両編成では後部2両をドアカットする。かつて存在した待避線である1・4番線では6両編成での待避はできないが、待避は2019年3月の改正で消滅している。
尾張横須賀駅・朝倉駅・新舞子駅（常滑線）
上りの朝の「ミュースカイ」の一部と平日下り1本（1、3、5、7、280レ）のみ。プラットホーム有効長が6両分しかないため、8両編成では後部2両をドアカットする。新舞子駅の上りホームに関しては2021年に8両分に延伸されたために解消されている。
河和口駅（河和線）
朝・夜の一部特別車編成の特急列車のみ。プラットホーム有効長が6両分しかないため、8両編成では後部2両をドアカットする。
岡崎公園前駅（名古屋本線）
花火大会開催日の夕方 - 夜間のみ。プラットホーム有効長が6両分しかないため、8両編成の快速特急・特急が臨時停車する際は後部2両をドアカットする。
愛知環状鉄道
中水野駅・瀬戸市駅・瀬戸口駅（愛知環状鉄道線）
平日の夕方 - 夜間に運転されている名古屋発瀬戸口行きの直通列車は315系8両編成で運行されているが、そのうち前方4両をドアカットする。中水野駅・瀬戸市駅が相対式ホームであり、岡崎方面プラットホームが4両分しか対応していないため。なお、瀬戸口駅は島式ホームで10両編成に対応しているが、愛知環状鉄道線内では前寄りの編成に一切乗車できない措置を取っており、時刻表上も4両編成として案内されている（高蔵寺駅で編成締め切り作業を行う）。また、平日朝に運行される瀬戸口発名古屋行きの直通列車は、いずれの駅も高蔵寺方面のプラットホームが10両編成に対応しているため、8両で運行されている。
211系・313系の3 - 4両編成を2編成併結した列車で運行していた2022年3月11日までのダイヤでは後方の2 - 3両をドアカットしていた。
JR西日本
新大阪駅（東海道本線（JR京都線））
寝台特急「サンライズ瀬戸・サンライズ出雲」は当駅には停車しないが、ダイヤの乱れにより当駅で新幹線へ振替輸送するなどの理由で臨時停車する場合には、最大11両までしか入線できないため後ろ3両はドアカットになる。
郡家駅（因美線）
プラットホーム有効長が5両分しかないため、特急列車が多客期などの増結で6両編成になった場合、進行方向後ろ寄りの1両をドアカットする。なお当駅に停車する特急列車は増結を行わない場合、編成はいずれも5両以下である（「スーパーはくと」は5両、「スーパーいなば」は2両）。
嵯峨野観光鉄道
トロッコ嵐山駅（嵯峨野観光線）
嵯峨野線（山陰本線）の分岐点とトンネルに挟まれているため、トンネル内に停車しているトロッコ亀岡方2両をドアカットする。
広島電鉄
宇品三丁目駅・宇品四丁目駅・宇品五丁目駅（宇品線）
安全地帯が短い電停であるため、連接車（3両・5両編成）の場合はドアカットする。
JR四国
勝瑞駅・池谷駅・板野駅・引田駅・讃岐白鳥駅・三本松駅・讃岐津田駅・オレンジタウン駅・志度駅・屋島駅（高徳線）
プラットホーム有効長が4両分しかないため、特急うずしお4号、並びに多客期などの増結で4両を超える編成になった場合、先頭車両を停止位置に合わせ、進行方向後方の車両のうち4両を超えた分をドアカットする。
大杉駅（土讃線）
プラットホーム有効長が4両分しかないため、特急「南風・しまんと」の併結列車、並びに多客期などの増結で4両を超える編成になった場合、高知方の車両のうち4両を超えた分をドアカットする。
繁忙期の増結時には他にも、善通寺駅・琴平駅（3番線）・大歩危駅・土佐山田駅・後免駅・旭駅・伊野駅・多ノ郷駅・土佐久礼駅でもドアカットを実施。
土佐穴内駅・角茂谷駅（土讃線）
プラットホームのかさ上げされている部分が1両分しかないため、2両編成の列車は進行方向後側の1両をドアカットする。
伊予鉄道
大手町駅（高浜線）
プラットホーム有効長が3両分しかないため、700系または610系が朝ラッシュ時に4両編成で運転した場合のみ、松山市方1両をドアカットする。
JR九州
宗太郎駅・重岡駅（日豊本線）
宗太郎駅はプラットホーム有効長が3両分しかないため、また重岡駅はプラットホームのかさ上げされている部分が約3両分しかないため、観光特急「36ぷらす3」土曜日ルート"緑の路"の特別停車駅（乗客が駅を散策するためだけの一時的な乗降のみ可能）である両駅は、ともに後ろ3両をドアカットする。
西日本鉄道（西鉄）
津古駅（天神大牟田線）
プラットホーム有効長が5両分しかないため、6両編成以上は大牟田方5両以外ドアカットする。
三沢駅（天神大牟田線）
プラットホーム有効長が5両分しかないため、6両編成以上は福岡（天神）方5両以外ドアカットする。
櫛原駅・矢加部駅（天神大牟田線）
プラットホーム有効長が3両分しかないため、大牟田方面4両編成は大牟田方1両をドアカットする。福岡（天神）方面4両編成は福岡（天神）方3両のみドア開閉、5両編成以上は福岡（天神）方1両のみドア開閉を行う。

## かつて駅ホーム長を理由としたドアカットを行っていた駅

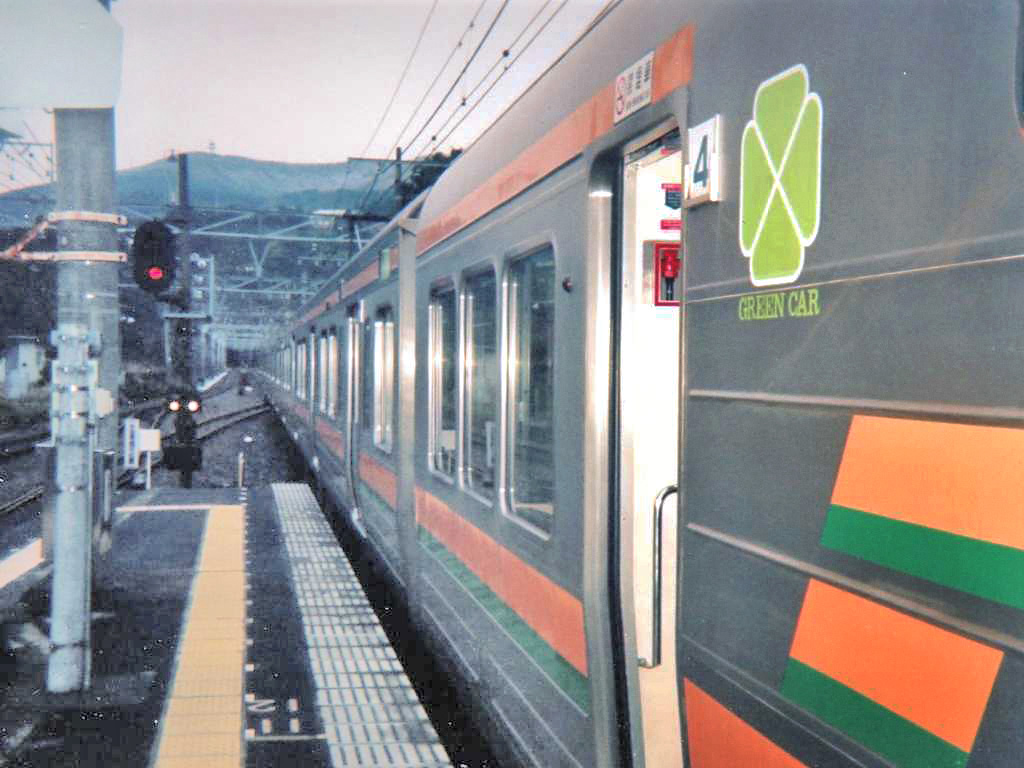
かつて行われていた根府川駅でのドアカット

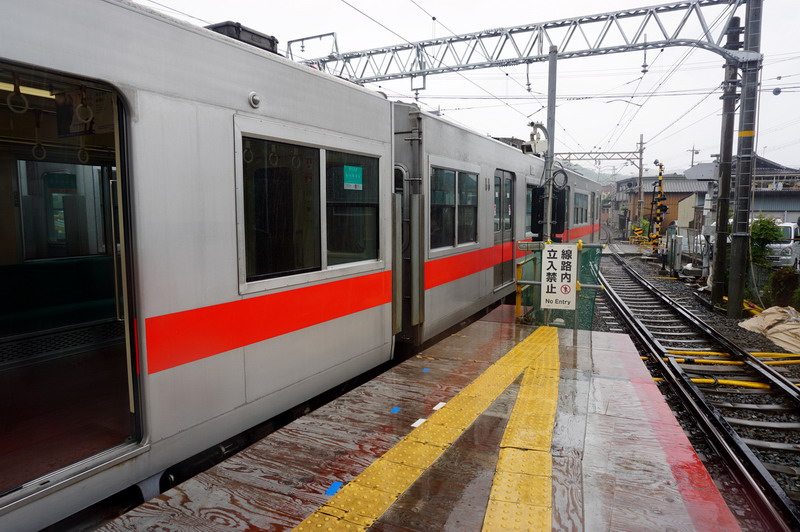
かつて山陽電気鉄道本線大塩駅で6両編成に行われていたドアカット

JR北海道
日本国有鉄道（国鉄）時代の北海道特有の仮乗降場、または北海道旅客鉄道（JR北海道）への移行に伴い駅へ昇格した場合
車両1両分の長ささえないものが多かった簡易なプラットホームのため、半自動扱いが実施されていた。2両編成以上の場合も隣り合う2車両双方の連結面寄りのドアが乗降台にかかるのみとなる（最大扱いドア数は2）。
該当する駅のある線区のほとんどがワンマン列車とされたため、現在は後述の「ワンマン運転のためのドアカット」に該当する。
津軽今別駅（現・奥津軽いまべつ駅）（海峡線）
プラットホーム有効長が5両分しかなかったため、快速「海峡」は機関車を含めて6両以上での運行時、特急「白鳥」が6両の基本編成運行時、及び8両の増結運行時での運転となる時は、青森方にある車両のうち5両を超えた分をドアカットしていた。北海道新幹線建設工事に伴い、8両対応の在来線仮ホームへ切り替わり解消。その後北海道新幹線開業に合わせ、在来線駅としての営業も終了している。
新札幌駅（千歳線）
特急「スーパーおおぞら」、「スーパー北斗」が10両編成で運転された場合、先頭車両を停止位置に合わせ、進行方向後ろ寄りの数両をドアカットしていた。急行「はまなす」も客車を増結して運転する場合、進行方向後ろ寄りの数両をドアカットしていた。2016年の工事で上下線ともにプラットホームを1両分延伸したことによりドアカットは解消された。
JR東日本
水沢江刺駅（東北新幹線）
1985年の駅開業時のホーム長は12両対応であったため、1990年6月23日に2階建車両（249形）1両を組み込んだ200系H編成（13両編成）が登場した際は、車両1両分が既存ホーム（全覆い上屋部分）からはみ出した状態で停車する措置が取られた。はみ出した分の車両は乗降ができないため、当駅では当該車両の指定席は発売しなかった。ただ、この時点で既に16両対応とすべくホーム延伸工事が行われており、同年12月16日からは13両編成全ての車両から乗降が可能になったことで解消。
林崎駅（五能線）
プラットホーム有効長が3両分しかなく、下り快速「深浦」などの4両以上の編成で運行された場合、川部方の3両のみドアを開けていた。4両分にプラットホームを延伸したことに加え、5両以上の運行が無くなったことにより解消。
油川駅（津軽線）
プラットホーム有効長が機関車を含めて8両分しかなく、快速「海峡」が8両以上の編成で運転された場合には前7両のみドアを開けていた。同列車の特急格上げにより油川駅は通過となり解消。
祖母島駅・市城駅・矢倉駅・群馬大津駅・袋倉駅（吾妻線）
プラットホーム有効長が4両分しかなく、7両編成の普通列車では後部3両をドアカットしていた。7両編成の停車がなくなったため解消。
広野駅（常磐線）
プラットホーム有効長が10両分しかないため、「スーパーひたち」などが11両編成で運転される場合、仙台駅寄りの1両をドアカットしていた。東北地方太平洋沖地震（東日本大震災）（福島第一原子力発電所事故）に伴い「スーパーひたち」の運行が休止され、後にいわき以北の運転が廃止されたため解消。2020年3月の改正でいわき以北での特急運転が復活したが、全列車10両編成のためドアカットは発生しない。
偕楽園駅（常磐線）
プラットホーム有効長が11両分しかないため、14両編成の「フレッシュひたち」は先頭車両をホームに合わせて後方車両3両をドアカットしていた。2012年3月17日のダイヤ改正以降、偕楽園駅営業日（土休日の9:00-15:10頃）に運行する「フレッシュひたち」で14両編成の運転がなくなったため解消。
横浜駅（東海道線）
プラットホーム有効長は15両分あったが、1981年10月1日から急行「東海」・「ごてんば」は両列車併結で座席車のみでは在来線最長となる16両編成（「東海」12両+「ごてんば」4両）となったため、最後部1両をドアカットしていた。1985年3月14日の急行「ごてんば」廃止により解消。
「あさかぜ1・4号」も年間を通して15両編成（電源車を含む、機関車は除く）であったため、東京駅以外の停車駅では東京寄り1 - 2両をドアカットしていた。1994年12月1日の同列車廃止により解消。
藤沢駅・茅ケ崎駅（東海道線）
貨物線上に設置されている「(旧)湘南ライナー」専用プラットホームの有効長は10両分しかないため、E351系12両編成で運行されていた「湘南ライナー」・「おはようライナー新宿」・「ホームライナー小田原」各1本は小田原寄り3両をドアカットしていた。2008年3月15日のダイヤ改正でE351系が充当されなくなったことにより解消。なお、同列車を2021年3月から格上げした新宿発着の特急「湘南」では一部で14両編成のE257系を使用しているが、その場合は藤沢以西で旅客線ホームを発着し、藤沢 - 大船間で旅客線から貨物線へ転線してドアカットを回避している（9両編成の場合は引き続き貨物線の専用プラットホームを使用する）。
早川駅・根府川駅（東海道線）
プラットホーム有効長が12両分しかなかったため、15両編成では後部3両をドアカット。ホーム延伸により解消。
東武鉄道
大谷向駅・大桑駅・小佐越駅（鬼怒川線）
プラットホーム有効長が4両分しかなく、快速列車のうち下今市駅での分割併合を行わない6両編成の列車では後部2両をドアカットしていた。快速用6050系には自動扉締切装置が取り付けされていないため、前から4両目にも車掌が乗務しドアカット対象駅でのドア扱いを行っていた。快速列車の全列車が下今市駅で東武日光・鬼怒川温泉方面への分割併合を行い、下今市以北を4両以下の編成に変更したため解消。
大山駅（東上本線）
プラットホーム有効長は6両分しかなかったため、8両編成の電車が停車する際には2両分をドアカットしており、「大山対策車」という特別の編成が用意されていた。池袋寄りの踏切が地下化され、ホーム延伸により解消。
西武鉄道
下山口駅（狭山線）
1976年の営業再開時、ホームは線路の北側に、単線1面1線で6両分しかなかったため、西武球場（現・ベルーナドーム）の野球・イベント開催時、池袋線の8両編成の普通列車（特に4連2編成）が停車する際には、池袋寄りの4両分をドアカットしていた。新宿線の臨時普通列車は通過していた。1981年3月6日、旧ホーム（ホームとしては閉鎖。現プラットホームの連絡通路に転用）の南側に、列車交換可能な1面2線で、10両編成対応の島式構造のプラットホームが完成したため解消し特急以外の優等列車が停車するようになった。
京王電鉄
神泉駅（井の頭線）
プラットホーム有効長が18m車3両分しかなく、吉祥寺寄り2両をドアカットしていた。ホーム延伸により解消。
つつじヶ丘駅（京王線）
1975年10月の6000系の一部列車8両編成化時にホーム延長工事が間に合わず、京王八王子寄り2両をドアカットしていた。ホーム延伸により解消。
東京急行電鉄（現：東急電鉄）
代官山駅（東横線）
中目黒寄りのトンネルと渋谷寄りの踏切に挟まれプラットホーム有効長が18m車8両分しかなかったため、20m車8両編成では中目黒寄り1両をドアカット。踏切の廃止とトンネルの改良によるホーム延伸で解消。
菊名駅（東横線）
渋谷寄りに踏切があり、プラットホーム有効長が18m車8両分しかなかったため、20m車8両編成では渋谷寄り1両をドアカット。20m8両編成の各駅停車が踏切をふさいだ状態で急行の待ち合わせをしていたため、踏切の閉まる時間が日中でも非常に長く、開かずの踏切状態が多かった。菊名 - 大倉山間が一部高架化された際に踏切を廃止してホーム延伸がされ解消。
鵜の木駅（目蒲線（当時））
プラットホーム有効長が開業当時の3両分しかなかったため、4両編成が運用されていた時代は目黒寄り1両をドアカット扱いしていた。同線が東急多摩川線となり、編成が再び3両に短縮されたため解消。
| 東急大井町線戸越公園駅停車中の3両目と4両目。4両目のドアが開けられていないことがわかる。 |  | 京急梅屋敷駅浦賀方にあった車掌用の台 |
| 東急大井町線戸越公園駅停車中の3両目と4両目。4両目のドアが開けられていないことがわかる。 |  | 京急梅屋敷駅浦賀方にあった車掌用の台 |

戸越公園駅（大井町線）
プラットホーム有効長が3両分しかなく、両側を踏切に挟まれていたため、5両編成の各駅停車の大井町寄り2両をドアカットしていた。大井町寄りの踏切を移設した上でプラットホームを5両対応に延伸して、2013年2月24日に解消。
下神明駅（大井町線）
戸越公園駅同様、プラットホーム有効長が20m車3両分しかなく、5両編成の場合、大井町方2両の乗降扉を非扱いとしていた。従前より高架化駅であったため、ホーム延伸に際しての支障物はなく、昭和末期頃にプラットホーム有効長が延伸され、その時点で扉非扱いは解消された（時期等詳細不明）。
京浜急行電鉄（京急）
梅屋敷駅（本線）
プラットホーム有効長が4両分しかなく、両側を踏切に挟まれていたため6両編成では横浜寄り2両をドアカットしていた。梅屋敷駅に停車する列車は、必ず横浜寄り2両目と3両目が通り抜けられる車両を使用した。6両編成は梅屋敷駅で開かないドアには梅屋敷駅では開かない旨が書かれたシールがドアに貼られていた。本線平和島駅 - 六郷土手駅間と空港線京急蒲田駅 - 大鳥居駅間の高架化工事により2010年5月16日から上り線、2012年10月21日から下り線がそれぞれプラットホーム有効長6両分の高架駅となったため解消。
横浜市営地下鉄
戸塚駅（1号線）
1987年5月24日の開業時は仮設駅であり、プラットホーム有効長は4両分であったため、後部2両をドアカットしていた。1989年8月27日の本開業により解消。
箱根登山鉄道（現：小田急箱根）
| 箱根登山鉄道（現在の小田急箱根）風祭駅停車中の列車。係員や利用者が手動で開扉していた |  | 風祭駅停車中の小田急3000形の車内表示。プラットホームにかからないことも表現されていた |
| 箱根登山鉄道（現在の小田急箱根）風祭駅停車中の列車。係員や利用者が手動で開扉していた |  | 風祭駅停車中の小田急3000形の車内表示。プラットホームにかからないことも表現されていた |

風祭駅（鉄道線）
プラットホーム有効長が約30mしかないため、全列車（20m車4・6両編成）箱根湯本寄りの1両（4両編成は7号車・6両編成は1号車）のみ駅員や車掌が非常用ドアコックを使用してドアを扱い、それ以外の車両はすべてドアカットしていた。2007年2月まではプラットホームの長さは49mあったため、箱根駅伝開催日など多くの利用者が見込まれる場合には2両目（4両編成は8号車・6両編成は2号車）のドア扱いを行うこともあった。
なお線路の有効長は150mほどあるが、かつては線路有効長も短かったので2400形「HE車」では上下列車とも前から2両目（上り列車の場合は箱根湯本寄りから3両目）だけでドア扱いを行っていた。小田原寄りには踏切があり、6両編成では踏切にかかっていた。
2008年3月15日のダイヤ改正以降はプラットホームが20m車4両対応となり、また停車する全列車が4両編成となったことにより解消。
JR東海
沼津駅（東海道本線）
国鉄時代、1日1本のみ、プラットホーム有効長が12両分しかない1番線で待避する15両編成の普通列車があり、後方3両をドアカットしていた（2 - 4番線は15両対応）。1986年11月のダイヤ改正で当該列車が11両編成に短縮されたため解消。
片浜駅・安倍川駅・西焼津駅・六合駅（東海道本線）
プラットホーム有効長が10両分しかないため、東京から静岡や島田まで（または島田や静岡から東京まで）行き、ドアカット該当駅に停車する11両編成の普通電車は島田・浜松側1両をドアカットしていた。東京方面から直通する10両編成以上の普通列車の運行が全て沼津までに変更されたのと11両編成の普通電車全てが10両へ変更されたため解消。
愛野駅・豊田町駅（東海道本線）
ふくろい遠州の花火開催時に、東日本旅客鉄道（JR東日本）の113系の運用を延長する形で静岡駅 - 浜松駅間で臨時列車が運行されていた。前述の駅を含め有効長が10両分しかない駅では、停車する11両編成の普通電車は最後部1両をドアカットしていた。東京方面から直通する10両編成以上の普通列車の運行が2004年10月以降、沼津までに変更され、それ以降は大垣地区の311系、313系8両編成を臨時列車として充当しているため解消。
北陸鉄道
粟ヶ崎駅（浅野川線）
プラットホームが踏切と河川に挟まれていたためホーム長が33mしかなく、8000系車両では最後部の扉がホームにかからないため、朝ラッシュ時の係員が乗務する列車でもワンマン列車と同じ扉扱いが行われていた。2008年（平成20年）12月に河川側にせり出す形でプラットホームが延長され解消。
名古屋鉄道（名鉄）
小田渕駅・御油駅・名電赤坂駅・名電長沢駅・名電山中駅・今伊勢駅・石刀駅・黒田駅・木曽川堤駅・茶所駅（名古屋本線）
プラットホーム有効長が4両分しかないため、6両編成では後部2両をドアカットしていた。2023年3月18日のダイヤ改正により、小田渕駅は当該列車が4両編成に減車、それ以外の各駅は当該列車がドアカットの対象駅を通らなくなった（または通過するようになった）ため、それぞれ解消。
左京山駅（名古屋本線）
プラットホーム有効長が6両分しかないため、8両編成では後部2両をドアカットしていた。2023年3月18日のダイヤ改正により当該列車が6両編成の運行になったため解消。
三河鹿島駅・形原駅（蒲郡線）
プラットホーム有効長が2両分しかないため3両以上の編成の車両（早朝・深夜のみ）は前2両のみドア扱い、3両目以降の車両をドアカットしていた。2008年6月29日のダイヤ改正による系統分離で2両編成のみの運行になったため解消。
碧海桜井駅・米津駅（西尾線）
プラットホーム有効長が4両分のため、8800系2編成を繋げた名古屋方面行き特急（早朝のみ）は前方2両をドアカットしていた。2005年1月のダイヤ改正で1600系2編成連結に変更、両駅を特別通過する運用に変更されたため解消。
学校前駅・顔戸駅・御嵩口駅（広見線）
プラットホーム有効長が2両分しかなく、3両編成以上の列車はドアカットしていた。学校前駅に至っては乗降客数が少ないことから、普通列車の半数も通過していた。学校前は2005年に廃止、顔戸と御嵩口は2008年6月のダイヤ改正による系統分離で2両編成のみの運行となったためそれぞれ解消。
手力駅・市民公園前駅・苧ヶ瀬駅・羽場駅・鵜沼宿駅（各務原線）
同線でドアカット実施中の各駅と同様に、もともとは4両編成分のプラットホーム有効長しかない急行通過駅であったが、それまで4両だった普通列車が一部6両とされたためドアカットを実施した。その後プラットホームの延長工事が行われ解消。
栄生駅（名古屋本線）
プラットホーム有効長が6両分しかなかったため、8両編成の電車が停車する際には2両分をドアカットしていた。1996年にプラットホームの延長工事が行われ解消。
布袋駅（犬山線）
同駅は元々、上下の待避線側のプラットホームが6両編成対応で上り名古屋方面の急行のうちの約半数が同駅で後続の特急を待避し、その中には8両編成の列車もあり、その際には後部2両をドアカットしていた。1996年に上り待避線のみ名古屋方にプラットホームが延長されたため解消。さらにその後の2005年1月改正では8両編成の列車の同駅での後続列車待避が解消された。2012年10月27日に下り線が仮ホームに移行され、待避線も8両対応になったため完全に解消。
新羽島駅（羽島線）
一時冒進事故の後、安全対策上ホーム長を短縮し4両編成では笠松寄り2両をドアカットしていた。その後ホーム長を4両分に戻して解消。
喜多山駅（瀬戸線）
上り始発列車（平日3本、休日1本）のみ。プラットホーム有効長が1両分しかないため、4両編成では後部3両をドアカットしていた。さらにかつては、4両すべてのドアの開閉取り扱いをしており、駅のプラットホームがない部分には「扉があいていますから近寄らないでください」という掲示があった。喜多山駅では単独立体交差事業による高架化工事が進められており、2016年の下り線の仮ホーム移転と同時に上り線にあった始発列車用のホームは使用されなくなったため解消。高架化完成後はプラットホーム有効長が6両分となる予定である。
古見駅（常滑線）
下りのみプラットホーム有効長が4両分しかなかったため、6両編成では後部2両をドアカットしていた。2019年8月にホーム延伸が行われ、下りホームも6両対応になったため解消。
二十軒駅・新加納駅・高田橋駅・細畑駅・田神駅（各務原線）
プラットホーム有効長が4両分しかないため、一部の急行など6両編成では後部2両をドアカットしていた。2023年3月18日のダイヤ改正により4両編成のみの運行になったため解消。
上野間駅・美浜緑苑駅・知多奥田駅・野間駅（知多新線）
プラットホーム有効長が6両分しかないため、朝・夜の一部特別車特急の8両編成では後部2両をドアカットしていた。2023年3月18日のダイヤ改正により当該列車が6両編成または河和駅発着での運行になったため解消。
富貴駅（河和線）
プラットホーム有効長は8両分あるものの、河和・内海寄りに構内踏切がある関係で上りホームは下りホームより有効長が僅かに短いため、2021年に運行された2000系と9500系による一部特別車特急の8両編成では上りのみ後部1両をドアカットしていた。
本星崎駅・本笠寺駅・桜駅・呼続駅（名古屋本線）
プラットホーム有効長が6両分しかないため、8両編成では後部2両、または後述の一部特別車編成の間合い運用の関係で前後2両ずつ（本笠寺駅のみ）をドアカットしていた。後者は2023年3月18日のダイヤ改正により当該列車が本笠寺駅通過に変更、前者も2024年3月16日のダイヤ改正により当該列車が6両編成の運行になったため解消。
甚目寺駅・木田駅・勝幡駅（津島線）
下りのみプラットホーム有効長が6両分しかないため、8両編成の下り列車では後部2両をドアカットしていた。2024年3月16日のダイヤ改正により当該列車が2両編成の運行になったため解消。
日比野駅（尾西線）
プラットホーム有効長が6両分しかないため、8両編成では後部2両をドアカットしていた。2024年3月16日のダイヤ改正により当該列車が2両編成の運行になったため解消。
五ノ三駅（尾西線）
プラットホーム有効長が4両分しかないため、6両編成では後部2両をドアカットしていた。2024年3月16日のダイヤ改正により6両編成の列車の乗り入れがなくなったため解消。
長浦駅・日長駅（常滑線）
上下線ともプラットホーム有効長が4両分しかないため、6両編成では後部2両をドアカットしていた。2024年3月16日のダイヤ改正により当該列車が4両編成の運行になったため解消。
阪急電鉄
西院駅・大宮駅（京都本線）
プラットホーム有効長が7両分しかなく、大宮駅では特急の後部1両・急行の後部1両（8両編成）もしくは前部2両＋後部1両（10両編成）、西院駅では急行の後部1両をドアカットしていた。このため当時は特急・急行で運用されていた編成のうち対象となる車両には車体側面の戸袋部分にドアカットする旨を告知する大型のステッカーが貼り付けされていた。なお普通列車は、当時6両編成または7両編成の運用であったため、ドアカットは実施されていなかった。
西院駅は急行の10両運転開始前に、大宮駅は10両運転開始後に、それぞれプラットホームを延伸することにより解消。
茨木市駅（京都本線）
高架化工事中の上り仮設ホームの有効長が8両分しかなく、10両編成の急行は前部2両をドアカットしていた。高架化工事完了・10両長のホーム供用により解消。
川西能勢口駅（宝塚本線）
地上駅時代はプラットホーム有効長が8両分しかなく、1982年3月に運行開始した10両編成の梅田（当時）行き急行は梅田寄り2両をドアカットしていた。1992年12月の駅高架化により10両長のプラットホームを供用開始し解消。
近畿日本鉄道（近鉄）
近鉄奈良駅（奈良線）
プラットホーム有効長が8両分しかないため10両編成で運行される列車は難波寄り2両をドアカットしていた。1988年に1・2番のりばのプラットホームが延伸されたため解消。
大久保駅（京都線）
1982年3月より朝ラッシュ時の一部の急行が6両編成での運転となったが、両端に踏切があった関係でプラットホーム有効長が5両編成分しかなかったため、6両編成の急行は京都寄り1両をドアカットしていた。しかし、両端の踏切は交通量が多く、長時間の遮断によって支障することが問題となったため、 同年6月1日に5両編成での運転に変更されたため解消。なお、京都線急行の6両編成運転は同駅が高架化されてプラットホーム有効長が6両編成対応となった1987年12月6日に再開されている。
阪神電気鉄道
春日野道駅（阪神本線）
相対式ホームへの改良の際に新ホームを仮供用したため、平日朝の下り準急（6両編成）のみ神戸方1両をドアカットしていた。新ホーム本供用開始により解消。
神戸三宮駅（阪神本線）
旧三宮駅時代は長らく3番線降車ホームの有効長が5両分しかなかったため、3番線降車ホームのみ梅田寄り先頭車をドアカットしていた。2011年7月22日に駅改良工事により3番線降車ホームが廃止されたため解消。
山陽電気鉄道
大塩駅（本線）
3番線のプラットホーム有効長が5両分しかなかったため、直通特急など6両編成の列車は山陽姫路方1両をドアカットしていた。2・4番線も4両までの対応であった。駅舎改良工事に伴うホーム延長により、2022年3月1日に解消。
飾磨駅（本線）
1番線のプラットホーム有効長が4両編成分しかないため、6両編成の場合は後部2両をドアカットしていた。駅舎改良工事（橋上化）とホーム延長工事の施工により解消。
JR西日本
上郡駅（山陽本線）
プラットホーム有効長が12両分しかないため、寝台特急「サンライズ瀬戸・サンライズ出雲」14両編成（「瀬戸」7両+「出雲」7両）の場合は6両（高松・出雲市寄り3両と東京寄り3両）をドアカットしていた。2010年3月ダイヤ改正で同駅への停車を取り止めたため解消。
備前三門駅（吉備線）
プラットホーム有効長が4両分しかなく、両側を踏切に挟まれていたため、5両編成の場合は後ろ寄り1両をドアカットしていた。5両編成の運転がなくなったため解消。
七軒茶屋駅・梅林駅・上八木駅・中島駅・可部駅（可部線）
七軒茶屋駅と上八木駅についてはプラットホーム有効長が3両分しかないため、4両編成で運行する列車は広島寄り1両をドアカットしていた。梅林駅・中島駅・可部駅についてはプラットホーム有効長自体は4両分あるものの、車掌の取り扱い不注意による事故（誤って七軒茶屋駅、上八木駅でも4両目のドアを開けてしまう事故）を防止するために2005年10月のダイヤ改正以降はこの3駅においても広島寄り1両のドアカットを実施するようにした。七軒茶屋駅の移設、上八木駅のホーム延伸により4両対応となったため2008年3月15日のダイヤ改正をもって解消。
三江線のほとんどの駅
三次駅や江津駅といった一部の駅を除き、プラットホーム有効長が2両分しかないため、2018年4月1日の路線廃止直前による旅客急増で2両編成では対応しきれず、3両編成になった場合、進行方向後ろ寄りの1両をドアカットを行っていた。
JR四国
香西駅・讃岐府中駅・八十場駅・讃岐塩屋駅（予讃線）
プラットホーム有効長が2両分しかなかったため、各進行方向前寄り1 - 2両をドアカットしていた。国鉄時代は仮乗降場同然の扱いで、普通列車もほとんど通過していた。気動車列車や岡山駅 - 琴平駅間を直通する西日本旅客鉄道（JR西日本）岡山電車区（現在は下関総合車両所岡山電車支区）配置の115系3両編成はドアカットができないため通過していた。ホーム延伸により解消。
児島駅（本四備讃線）・坂出駅・高松駅（予讃線）
客車時代の寝台特急「瀬戸」はホームにすべての車両が入らず、ドアカットしていた。1998年7月10日の寝台特急「サンライズ瀬戸」への移行により解消。

## その他

### ワンマン運転

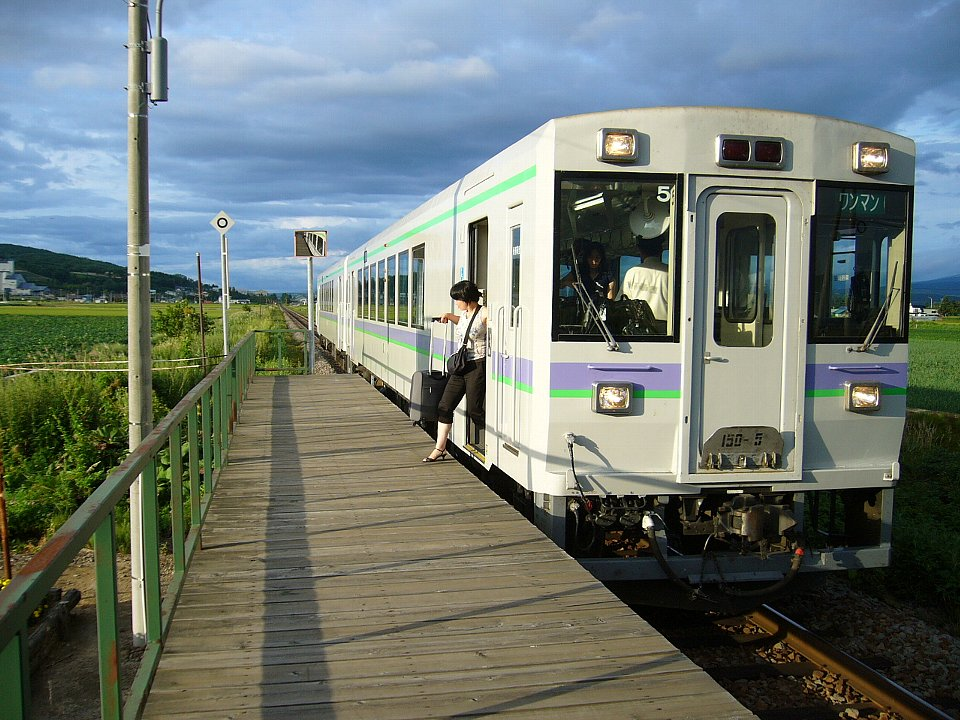
JR北海道富良野線・鹿討駅。ワンマン列車で鹿討駅が無人駅のため、最前部のドアのみが開く。

車内収受式のワンマン列車ではバスと同様に後方のドアから乗り込み前方のドアから降りるのが一般的だが、2両以上連結して運転する場合、有人駅以外では2両目以降の車両について開・閉扉しないことが多い。
不正乗車防止のため、また後乗り・前降りを徹底させるためか単行（1両）運転であっても無人駅では車両後方内側の開扉ボタンを機能させないようにするなど、後方から降りられず前方から乗れないようにするある種のドアカットが見られる。
また、JR北海道のように、前乗り・前降りで最前部の扉以外は開かないようにしているケースも見られる。これは冬期に後部ドアのミラーによる確認が難しいという事情があることや、仮乗降場から昇格した一部の駅は、前扉がかかる程度の長さしかプラットホームがないことによるためとされる。

### 車内保温
通過列車待ちや緩急接続、始発列車、折り返しなど停車時間が長い場合に、車内の冷暖房の効果を上げるためにドアを閉め切るケースがある（このケースは『限定開』と呼ばれることもある）。ドアカットを行うことにより、車内に入り込む外気（寒暖）の流れを遮断することにより、車内温度をある程度維持でき、省エネルギーにも繋がっている。また、近年は悪天候において車内に雨水などが入り込まないようドアカットを行うケースもある。かつてはすべてのドアを閉め切るものが多かったが、1車両につき1・2箇所のみ開ける例もある。

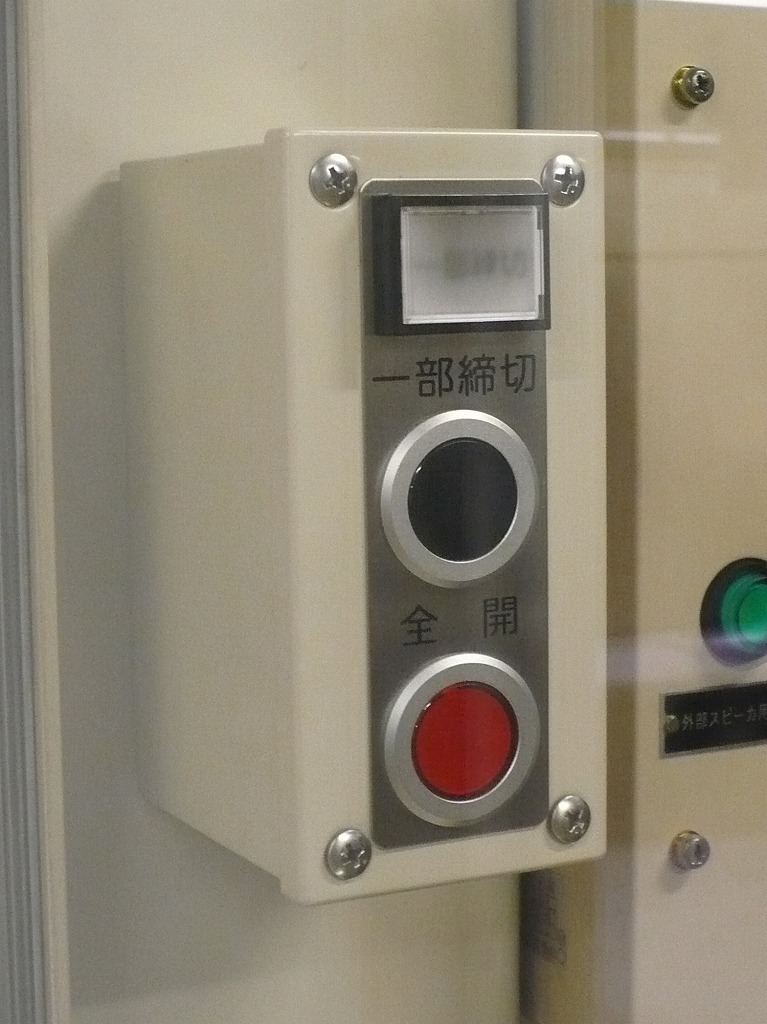
東京メトロ10000系電車の乗務員室にある一部締切スイッチ。この車両では「一部締切」を使用すると片側の4か所のうち3か所のドアを締め切ることができる。

また、ドアカットとは異なるが、冬季の寒冷地では車内保温のため乗降扉を半自動扱いとして、乗客自らが手動で開閉する方法がある（詳細は自動ドア#日本を参照）。
車両側に特別な装備を必要とせず、さらに簡便な方法としては、通常どおり全扉での客扱いを行った後、一旦全ての扉を閉め、乗務員が非常コックを扱い、乗務員室至近の扉を手動開閉する例もある。緩急接続で待機時間の長い名鉄や近鉄などで冬季に行われている。
ただし、2020年4月以降は新型コロナウイルス感染防止対策として換気のため、ワンマン列車を除いてほとんどの鉄道では中止していたが、窓開けで十分な効果が得られることと、保温対策の観点から、JR東日本では2022年12月より再開した。
| |
| 1箇所以外のドアを締め切る事例。この事例では、いったんドアをすべて開いて乗降が終わったのち、車内保温のため中央部以外のドアを締め切っている。 |

### 検札・ホームドア
- JR東日本の特急「スーパービュー踊り子」では編成の半分のドア（窓ガラスが入っていないドア）が終点でしか開かなかった。ただしこれは同列車に使用する251系の運用に際してであり、同車両を用いる臨時列車でも同様な運用事例があった。なお、「おはようライナー新宿」・「ホームライナー小田原」で運用される際は検札を行う「おはようライナー新宿」の小田原、「ホームライナー小田原」の新宿駅・渋谷駅を除く全駅で全車両のドアを開けていた。251系使用列車以外では「あずさ」でも新宿駅で一部のドアのみを開けてそこで検札していたが、1993年に同駅の特急ホームであった当時の5・6番線に中間改札が設置されたため解消した。
- 東武鉄道の特急列車（一部を除く）では、春日部駅・東武動物公園駅・久喜駅において、2号車・5号車以外の車両でドアカットを実施している。
- 京成電鉄では「モーニングライナー」・「イブニングライナー」でドアカットを実施している。モーニングライナーは成田空港駅・空港第2ビル駅・京成成田駅・京成佐倉駅・八千代台駅・京成船橋駅にて、イブニングライナーは京成上野駅・青砥駅・京成船橋駅にて、一部の扉のみドアカットをしている。以前は下りの日暮里駅でもドアカットを行っていたが、2009年に駅改良工事が完成し、スカイライナー専用プラットホームが新設されたことにより廃止された。一方で、空港第2ビル駅の3番線は6両しか有効長がないため、8両編成が停車すると後2両が成田スカイアクセス線専用ホームの1番線に停車するが、一般列車ではドアカット装置のある3100形を除き行われない。3番線に8両編成の一般列車が停車している時は、ドアカットのできる3100形を除いては、ホーム上部の案内板や駅員と車掌により1番線から乗降ができないように対応している。
- 小田急ロマンスカーでは1999年まで乗車改札を行うため一部の扉を除いて締め切りしていたが、車内改札システム変更と同時に全てのドアを使用して乗車扱いする方法に変更された。ただし、2008年から運転されている60000形「MSE」の場合、東京地下鉄（東京メトロ）線内ではホームドアの位置の関係から、1, 4, 5, 7 - 9号車のドアのみ開閉する。
  - 2022年11月15日からは30000形「EXE」・「EXEα」・60000形「MSE」の4・7号車も小田原線・江ノ島線・東海旅客鉄道（JR東海）御殿場線では、小田急線内特急停車駅に設置予定の開口部の大きい専用ホームドアでも、戸袋部がホームドアの位置に干渉する為、ドアカットを行っている[5]。
- 西武鉄道（および相互乗り入れ先の地下鉄有楽町線・副都心線、東急電鉄東横線・横浜高速鉄道みなとみらい線）では、池袋線・西武有楽町線・西武秩父線系統のS-TRAINや新宿線・拝島線系統の拝島ライナーで、40000系の片側4扉のうち1扉のみを開放する措置を採っている。
  - 以前は新宿線の特急「小江戸」で実施されていた。「小江戸」の停車駅である西武新宿駅・狭山市駅で1号車の運転室寄り・3号車・5号車・7号車以外の車両でドアカットを実施していたが、全廃された。以前は始発駅となる西武新宿駅・本川越駅で1号車の運転室寄り・7号車以外の車両でドアカットを実施していた。一方、池袋線の特急列車では実施していない。
- 京急のイブニング・ウィング号では品川駅で乗車改札を行うため、8両編成のうち、前後6両の1つのドアを除いて締め切りしている。
  - イブニング・ウィング号のうち、14号・16号では前8両の快特と後4両のイブニング・ウイング号を併結運転していた為、イブニング・ウイング号通過駅の京急蒲田駅・京急川崎駅・横浜駅の3駅ではウイング号の車両ではドアを開けない措置を行っていた。2024年11月のダイヤ改正で14号・16号の快特とイブニング・ウィング号の併結運転の終了並びにイブニング・ウィング号の京急蒲田駅・京急川崎駅・横浜駅の3駅の追加停車を行った際には、追加した3駅では中間2両のみでの乗車対応のみに改められた。
- 近鉄では特急列車降車の際（近鉄では乗車時ではなく降車時に確認していた）に、1999年までは特急券回収などの関係上一部の扉を締め切りしていた駅があったが、特急券回収方法の変更により現在は行っていない。同様のドアカットは南海電気鉄道でも特急「サザン」において実施されていたが、こちらも2005年に解消されるに至った。
- 京阪電気鉄道のライナーでは、1 - 8号車のうち奇数号車でドアカットを行い、偶数号車のドアのみで乗降する。ただし、上り列車（京都方面行き）は七条駅より先、下り列車（大阪方面行き）は京橋より先の停車駅で全てのドアが開く。

### 優等列車運用
- JR東海の中央本線で運行されていた「セントラルライナー」では車両中央の扉を締め切りとしていた。そのため専用車両である313系8000番台は中央の扉に色を施し、LED式表示灯も取り付けられている。2006年3月18日のダイヤ改正で廃止となった急行「かすが」は1999年から3扉車のキハ75形を使用しており、同様に中央のドアを締め切りとしていた。
- 京阪電気鉄道では、特急が3000系 (初代)や8000系といった2扉車のみの運用となっていたため、特急列車に9000系が運用開始された当初は、乗客の混乱（列車到着直前に、誰も並んでいない各車両中央の乗車目標位置に乗客が殺到するなどの事態）を未然に防止するため、始発駅以外では3扉車の各車両の中央の扉を締め切り事実上2扉車として運転していた。同様に京急でも600形使用の快速特急では中央扉を締切扱いとしていたが、すぐに中止した。
  - 現行ダイヤでは各駅設置の時刻表などに「2扉車」(II)・「3扉車」(表示なし)の区別を示す記号を付け、その上、駅係員が次に到着する特急列車の扉数を適宜アナウンスして注意喚起するようになった（その後、各駅の乗車位置表示の方法を見直し、発車標や駅自動放送で停車列車の乗車位置を記号と色分け（「黄色または緑の乗車位置、△印の1番から8番」など）で案内するようになった）ことに伴い、このようなドアカットは解消されている。
- 小田急電鉄では新宿駅 - 小田原駅間にノンストップ特急を1948年に運行を開始したが、当初の車両はロングシート車である1600形が使用され、中央の扉を締め切っていた。締め切られた部分には補助席が置かれていた。1949年に特急用車両である1910形（後の2000形）が登場したため、解消した。
- 京成電鉄では開運号に3150形及び3200形の専用車両が使用されていた時代、中央の扉を締め切っていた。締め切られた部分は車内販売のスペースとして使用していた。1973年にAE車に置き換えられたため、解消した。

### その他の理由

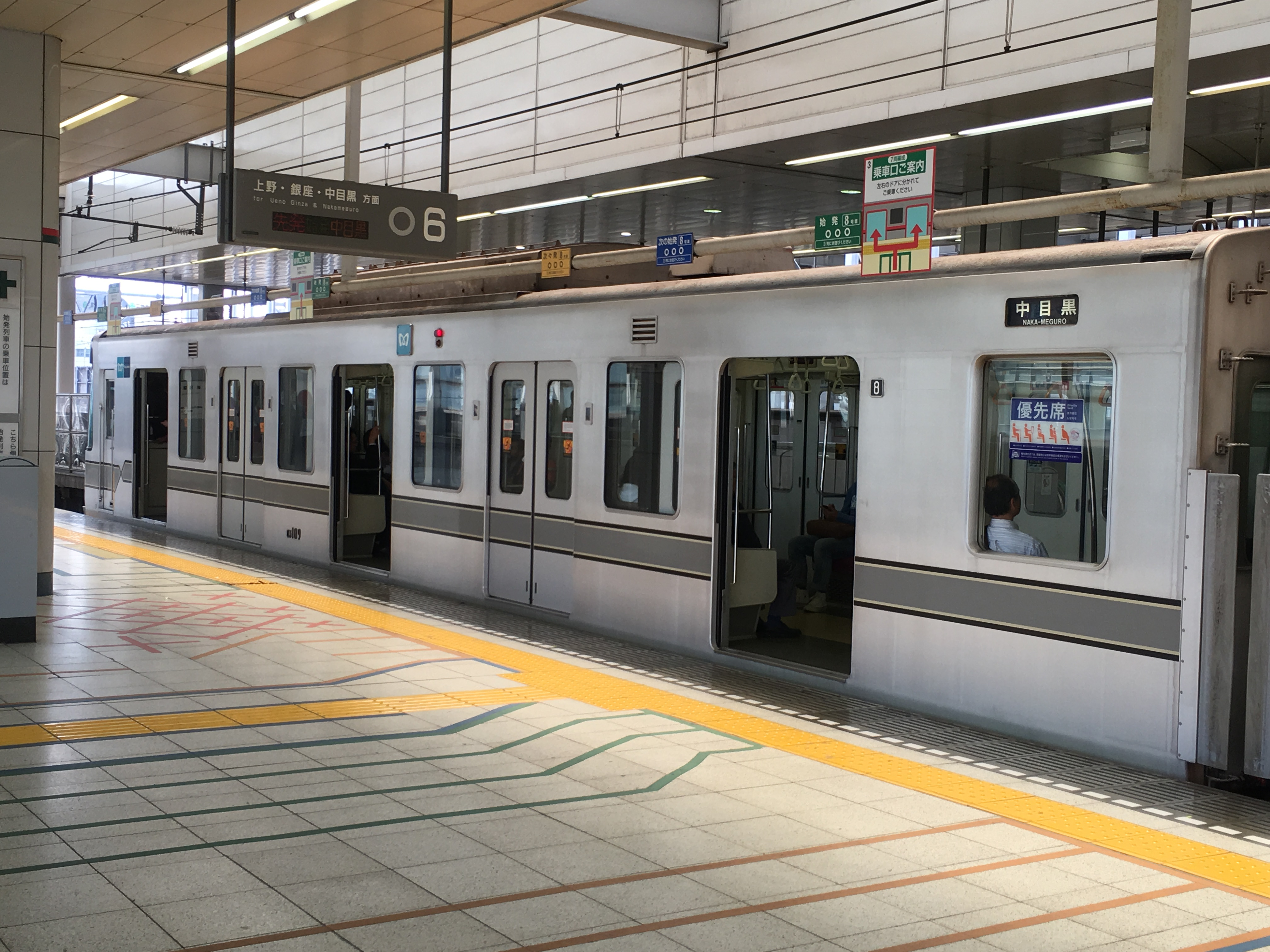
東京メトロ日比谷線03系5扉車が北千住駅で2つの扉を締め切っている様子

- JR東日本吾妻線では1991年10月28日の群馬県民の日に、通常は115系3両編成の列車を増結扱いで6両編成にした際スイッチ盤操作を省略するため、有効長に余裕のある上越線内も含めて全区間で後部2両のドアカットを行い、全停車駅で4両編成の停車位置に停車させた。途中駅の案内も乗車位置はすべて4両編成としての案内であった。吾妻線内にはプラットホーム有効長が4両分しかない駅があり、県内の小・中学生およびその家族を対象とした県民の日限定フリーきっぷ利用客の乗車による大混雑が見込まれ、その際は乗務員の車内移動が困難になるがゆえの措置であった。
  - なおこの年の群馬県内JR各線の列車の増結扱いは通常107系2両の列車が165系6両や185系7両になるケースもあり、予備車や波動用車両をフルに活用して混雑をさばいていた。
- 九州旅客鉄道（JR九州）日豊本線の佐伯駅 - 延岡駅間のうち、特急用車両の787系が普通列車運用として運行される際は、先頭車1両のみを客扱いとし、残りの車両はドアカットされ、車内締め切りを行い回送車両の扱いで運用している。また、同区間を運行する観光列車「36ぷらす3」（787系）においても、特別停車駅である宗太郎駅、重岡駅ではプラットホーム有効長の関係から乗降は前3両のみとし、後ろ3両はドアカットを行っている。
- 西武狭山線の西武球場前駅ではベルーナドームでコンサートなどのイベントがあった際の定期列車の折り返しにおいて、降車客が少ない場合最前部だけのドアを利用して降車客を降ろしてからすべてのドアで乗車を扱うことがある。分類としては「乗客整理のためのドアカット」になる。なお、住之江競艇場の最寄り駅であるOsaka Metro四つ橋線の住之江公園駅でも、かつてはこれとほぼ同じことが行われていた。
- 東京メトロの前身である帝都高速度交通営団（営団地下鉄）が日比谷線に03系5扉車を導入し、東武線内への直通を開始した当初、東武線内では2番目と4番目の扉を締め切り、事実上3扉車として運用していたが、ラッシュ時における停車時間短縮の観点と混乱防止のため、東武線内における扉の締め切りを終了、その後も日比谷線では北千住駅・中目黒駅で当駅始発の5扉車の2番目と4番目の扉を締め切っていた。この措置は全車両が20m4扉車に統一されたため終了した。
- 東急世田谷線の下高井戸駅・上町駅上りホームでは、急カーブ上にプラットホームがあって危険なため、三軒茶屋寄りの扉をドアカットしている。
- 秩父鉄道の上長瀞駅上りホーム・和銅黒谷駅下りホーム・影森駅上りホーム・浦山口駅においては、プラットホームが外側に膨らみ急カーブとなっており、車両両端部とプラットホームの間に大きな隙間ができるため4扉車のうち外側2つをドアカットしている。そのため列車のドアにはその駅では開かないことが明記されている。
  - なお、6000系と秩父鉄道に直通運転を行っている西武4000系電車は2扉車のため、やむなく全てのドアを開けている。
- 一時期、小田急江ノ島線の片瀬江ノ島駅では線路の有効長が140mであったことから編成長70mの2400形HE車を2本留置することが可能であった。しかしプラットホーム有効長が120mしかないため後から到着した列車についてはドアカットを行っていたことがある。これはホーム長のためのドアカットの事例の変形（通常の運用では発生しないドアカットのため）とされる。
- 京阪電気鉄道ではかつて運用していた5000系は5扉車であり、平日朝ラッシュ時は全ての扉を使用するが[注 3]、それ以外の時間帯は2番目と4番目の扉を使用せずにドアカットしていた。なお、2番目と4番目の扉は昇降式座席が降りてくるほか、扉の色が違っていたので容易に判別が付いた。また、プレミアムカーを連結している列車（3000系・8000系）で早朝・深夜帯に於いて一部プレミアムカーの営業を行わない列車があり、締切扱いになる。
- 名鉄では、特急用の一部特別車編成（1000-1200系/1200系・1700系・2200系）に間合い運用として早朝・深夜帯の急行や普通の定期運用が存在する。快速特急・特急以外の列車種別では特別車は営業しないため特別車のみ締切扱いになりドアカットされる[注 4]。
- JR東日本・西日本・北海道の一部新幹線に連結されている「グランクラス」は、「やまびこ」「あさま」「はくたか」「とき」の一部列車で締切扱いになる。[6]

## 参考

### ドアカットできないことを理由に通常の停車駅を通過している／していた例
京成本線 - 博物館動物園駅（廃止）
博物館動物園駅は普通列車の停車駅だが、プラットホーム有効長が4両弱でありかつ地下駅であるため、1981年以降普通列車の一部が6両編成になった際に6両の普通列車は当駅を通過していたうえ、停車する4両の普通列車でさえ先頭車両の端はホームからはみ出ており、ドアカットせず列車と壁の隙間に台を設置して対応していた。やがて4両の普通列車が6両に転換されるにつれ停車する本数が減り、結果として利用客数も減った挙句1997年に休止され、再開することなく2004年に廃止された。
小田急小田原線 - 経堂駅
経堂駅は通常の準急停車駅だが、プラットホーム有効長が6両であったため、1978年から設定された東京メトロ千代田線直通準急は10両編成のため通過していた。その後小田原線の高架複々線化事業によりプラットホームが10両対応となったため、平日朝上りを除く千代田線直通準急が停車するようになり、2018年3月17日のダイヤ改正によりすべての準急が終日停車するようになった。
小田急江ノ島線 - 本鵠沼駅・鵠沼海岸駅
本鵠沼駅・鵠沼海岸駅は通常の急行の停車駅だったが、プラットホーム有効長が6両であるため、1998年から設定された10両編成の急行は通過している。これは両駅のプラットホームが踏切に挟まれており、ドアカットもホーム延伸もできなかったことによる。当時は10両編成の急行が少なかったため、一部通過という扱いであったがその後2004年から10両編成の急行が増加したため、一部停車という扱いとなったのち、2018年3月17日のダイヤ改正以降は急行が全列車10両編成となったため停車駅から除外され、その急行と快速急行も2022年以降、藤沢で系統分離された為、乗り入れが無くなった。
JR東日本内房線 - 巌根駅
巌根駅は京葉線からの快速は停車するが、プラットホーム有効長が10両で、11両以上ある横須賀・総武快速線の車両は巌根駅を通過するダイヤになっている。総武線快速にはドアカット装置が備わっているが、これは田浦駅専用のもので、巌根駅には対応していないことも理由の一つである。
JR西日本湖西線 - 新旭駅
新旭駅は新快速の停車駅であるが、プラットホーム有効長が8両でしかも高架駅のため朝の通勤時間帯に一本だけ設定されている12両の快速は新旭駅を通過するダイヤになっていた。なおこの快速は近江高島駅、北小松駅も通過し、代わりに新快速が通過する雄琴駅（2008年におごと温泉駅に改称）に停車していた。
2011年3月12日のダイヤ改正よりプラットホームが12両対応になり、この日から12両での運行が始まった新快速とともに停車するようになった（同時に近江高島駅、北小松駅も停車開始。おごと温泉駅の停車も継続している）。
阪急電鉄宝塚本線 - 豊中駅
1986年12月改正で、急行が停車するようになったが、当時の地上ホームは8両分しかなく、10両編成の梅田行急行が存在する朝ラッシュ時は通過とした（当時、折返しはすべて回送とされた）。その後、高架化が完成した1997年11月改正ですべての急行が停車するようになった。なお、同じく高架化工事中であった川西能勢口駅では1992年12月の高架化まで前2両のドアカットを行っていた。
西鉄天神大牟田線 - 春日原駅
春日原駅は通常の急行の停車駅だが、プラットホーム有効長が6両であるため、朝の通勤時間帯に2本設定されていた8両編成の急行は通過していた。これは春日原駅のプラットホームが踏切に挟まれており、ドアカットができなかったことによる。その後2001年に8両編成の急行について快速急行という種別が設定され、この駅を通過する急行はなくなった。その後、2010年に快急は廃止となり、2022年に高架化により8両編成に対応できるホームになり解消した。
阪神電気鉄道阪神本線 - 芦屋駅
芦屋駅では、快速急行は長らく全列車が停車していた。だが、駅の両端に踏切があり6両を超えるホーム延伸が困難である中で快速急行は2020年3月14日のダイヤ改正より土休日に限り8両編成での運行も開始したことで、止むを得ず土休日ダイヤに限り快速急行は（6両編成も含めて）全て通過となった。その後、平日においても快速急行は8両編成での運行も開始したため、2022年12月のダイヤ改正から平日朝ラッシュ時間帯のみの停車となっている。なお、その他の停車駅では8両編成での運行開始までに新たにホーム延伸工事を行うなどして対応した。

### 車両にドアカット機能がないことから停車できずに通過していた例
快速「ムーンライトながら」(1996年3月16日 - 2009年3月13日)
9両編成で定期運転を行っていた当時、下り大垣行きが東海道本線豊橋駅から終点までこの区間の通常の始発列車を兼ねる為に各駅停車となっていたが、途中の三河塩津駅、尾頭橋駅はプラットホーム有効長が8両編成しか対応しておらず、当時ムーンライトながらで運用されていたJR東海373系電車にドアカット機能が搭載されていないことから通過していた。定期運転終了後は豊橋駅 - 大垣駅間の各駅停車運転は廃止された。

### 車両にドアカット機能がないことから途中駅で切り離す例
京急本線 - 神奈川新町駅（下りのみ）
12両編成の下り特急は、途中の神奈川新町駅はプラットホーム有効長が8両編成しか対応しておらず、後4両は手前の停車駅である京急川崎駅止まりとし、京急川崎駅から神奈川新町駅までは後4両を回送扱いとして8両で運行、神奈川新町駅で後4両を切り離す（切り離した4両は新町検車区へ入庫、または停車位置修正の上で当駅始発の普通車として運行）。なお、上りホームはプラットホーム有効長が12両編成まで対応しているため、京急川崎駅以南も12両編成で運行する。
一部の特急は京急川崎駅で切り離し、後4両の停車位置を修正した上で普通車として運行する。